# 阿龙·奥康奈尔
阿龙·道格拉斯·奥康奈尔（Aaron Douglas O'Connell，1981年3月5日—）出生在美国宾夕法尼亚州的阿伦敦，是美国实验量子物理学家。在美国加州大学圣巴巴拉分校的安德鲁·N·克莱兰和约翰·M·马丁尼指导下，他创造了世界上第一台量子机器。特别是，他得以将超导量子位元的量子态转换为能够传输一个宏观的机械谐振器的运动状态。该项成果2010年被《科学》评为“年度成就”。2005年，奥康奈尔在佛罗里达州Eckerd学院获得学士学位，在2010年从美国加州圣巴巴拉大学物理获得博士学位。